# Lin (pape)
Pour les articles homonymes, voir Lin.
Lin (en latin : Linus), mort à Rome vers 79, est une personnalité du christianisme ancien, deuxième pape selon la tradition catholique. 
En effet, il aurait reçu sa charge de l'apôtre Pierre après que ce dernier eut établi l'Église chrétienne dans la capitale de l'Empire avec Paul, charge qu'il aurait assurée une douzaine d'années dans une période comprise entre les années 66 et 79, avant d'être martyrisé.
Des éléments de sa biographie sont peut-être légendaires.
Considéré comme saint tant par l'Église catholique que l'Église orthodoxe, qui le retient au nombre des Septante disciples, il est célébré le 23 septembre avant que son nom soit retiré du Calendrier romain général de 1969.

## Éléments biographiques
Bien que les éléments biographiques le concernant soient extrêmement ténus, l'existence historique de Lin ne fait pas de doute, sans qu'il soit possible de savoir quelles ont pu exactement être ses fonctions et rôles dans la communauté chrétienne romaine naissante.
Les sources anciennes s'accordent sur la durée de son ministère, long d'une douzaine d'années, mais pas sur les dates précises de celui-ci qui aurait pris place entre la fin des années 50 et celle des années 70. Les historiens conjecturent une période comprise entre 67 et 76 ou encore 68 et 79.

### Traditions
Au IVe siècle, les Constitutions apostoliques évoquent « Linus, fils de Claudia », amorçant la tradition qui lui donne pour parents l'aristocrate romaine chrétienne Claudia Rufina et son époux Pudens, parfois identifié à Aulus Pudens.
Le Liber Pontificalis, compilé à partir du VIe siècle, brode des éléments biographiques imaginaires à son propos : il en fait le fils d'un certain Herculanus, le fait naître en Toscane et affirme que c'est Lin qui aurait prescrit, à la demande de Pierre, que les femmes se voilent à l'église et qu'il aurait effectué deux ordinations pour un total de quinze évêques et dix-huit prêtres. En outre, une légende en fait le rédacteur des Actes de Pierre et une tradition locale datant du Moyen Âge le fait naître à Volterra où son culte est toujours célébré et une église lui est dédiée.  
Selon diverses traditions, Lin aurait subi le martyre par décapitation le 23 septembre 78, sur décret d'un consul Saturninus, et aurait été enseveli le jour même au Vatican auprès de l'apôtre Pierre, ce qui lui vaut de figurer au Martyrologe romain. Il est toutefois absent tant du Martyrologe hieronymien que du Catalogue libérien et a disparu du Calendrier romain général promulgué en 1969.

### Succession épiscopale

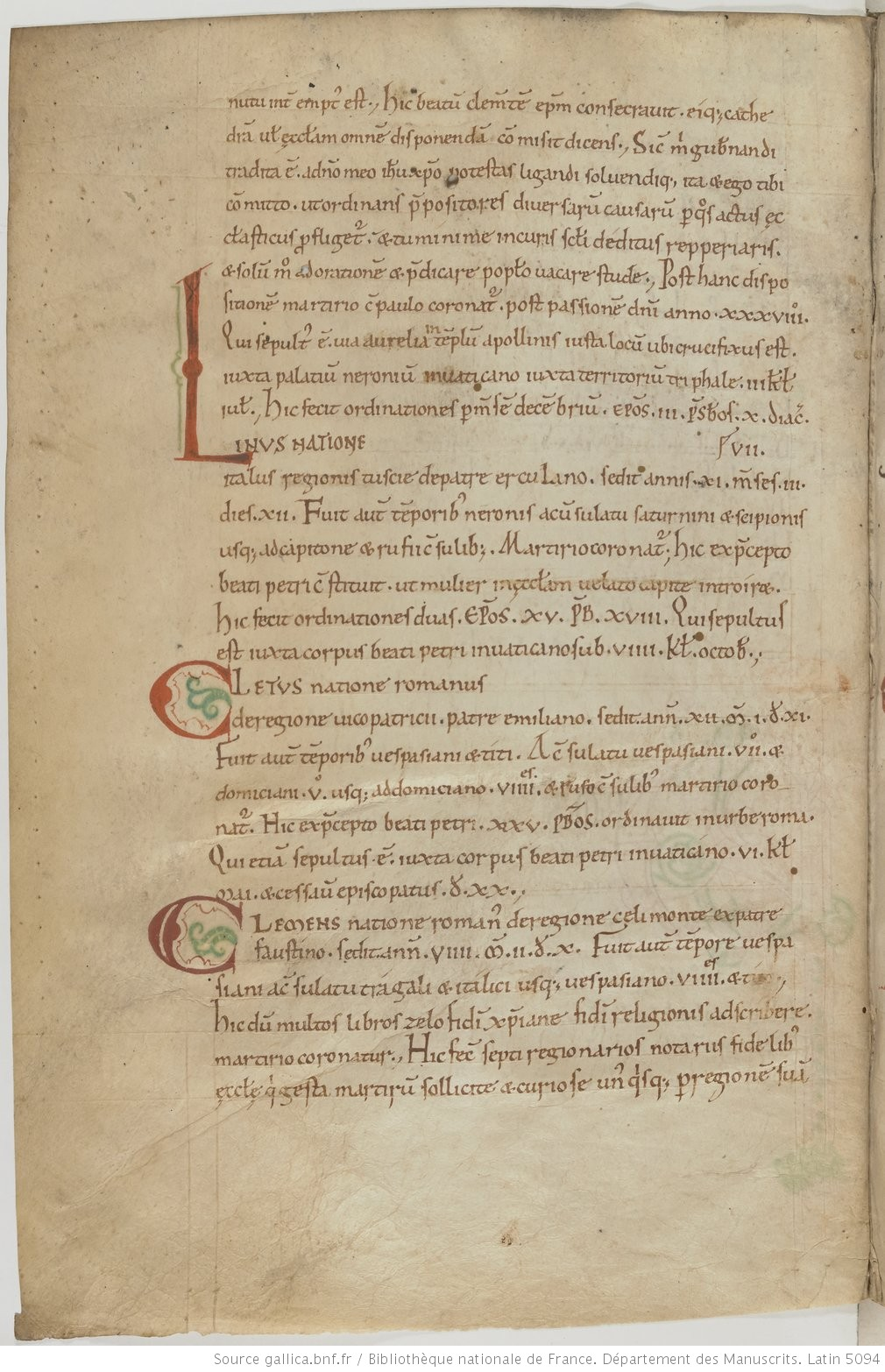
« Linus », « Clet » et « Clemens» dans un manuscrit du Liber Pontificalis, XIe siècle, Bibliothèque nationale de France.

Le nom de Lin comme premier successeur de Pierre apparaît dans les plus anciennes listes épiscopales de Rome, transmises au IIe siècle par Hégésippe (vers 160) et Irénée de Lyon (vers 180), confirmées au IVe siècle par Eusèbe de Césarée qui cite une liste contemporaine de l'évêque de Rome Éleuthère, mort en 189.
Irénée de Lyon et Eusèbe de Césarée identifient Lin au compagnon de Paul de Tarse évoqué sous ce nom dans la deuxième épître à Timothée lorsqu'il envoie ses salutations de Rome à ce dernier qui réside à Éphèse. D'après Irénée, Lin aurait reçu la charge d'épiscope (en grec episkopê) des apôtres Pierre et Paul eux-mêmes après qu'ils eurent établi l'Église chrétienne dans la capitale de l'Empire. Tertullien (v. 200) et les auteurs postérieurs évoquent seulement Pierre pour lui confier cette charge.
Au tournant du IIIe siècle naît la tradition selon laquelle l'apôtre Pierre est le premier évêque de Rome. Une tradition existait en outre selon laquelle le premier successeur de Pierre aurait été Clément, faisant de Lin et de son successeur Anaclet des sortes d'évêques coadjuteurs de l'apôtre, une tradition connue de Rufin d'Aquilée au IVe siècle.

## Lieux nommés d'après Lin
- Saint-Lin, dans les Deux-Sèvres en France.
- Saint-Laurent-de-Lin dans l'Indre-et-Loire en France.
- Saint-Lin–Laurentides, dans la province de Québec au Canada.